# Christian Müller (Radsportler)
Christian Müller (* 1. März 1982) ist ein ehemaliger deutscher Radrennfahrer.

## Werdegang
Christian Müller wurde 2001 Deutscher Meister in der Mannschaftsverfolgung und 2003 Deutscher U23-Meister im Straßenrennen. Ein Jahr später gewann er das Einzelzeitfahren der Deutschen U23-Meisterschaft und gewann in derselben Kategorie bei der Europameisterschaft.
Im Jahr 2005 erhielt Müller einen Vertrag beim dänischen ProTeam CSC von Bjarne Riis. Bei der Sachsen-Tour feierte er auf der letzten Etappe in Dresden seinen internationalen Elitesieg. Auch bei der Tour de l’Avenir gewann er eine Etappe.
Zur Saison 2007 wechselte  Müller zum niederländischen Professional Continental Team Skil-Shimano, das ihn im August 2007 entließ. Der damals 25-jährige Erfurter sei in der Öffentlichkeit mehrfach nicht so aufgetreten, wie es dem Image des Teams entspreche, lautete die Begründung des Managements. 2008 fuhr Müller für das irische Continental Team Murphy & Gunn-Newlyn-M. Donnelly-Sean Kelly und 2009 für die damals in den USA lizenzierte Mannschaft Amore e Vita. Diese Engagements verliefen jedoch nicht zu seiner Zufriedenheit. Insbesondere beklagte er, dass das Team Amore e Vita nach einem Schlüsselbeinbruch im Mai 2009 den Kontakt abbrach und die Gehaltszahlungen einstellte. Danach erhielt er keinen Vertrag mehr bei einem internationalen Radsportteam.

## Erfolge
2001
- Deutscher Meister – Mannschaftsverfolgung

2003
- Deutscher Meister – Straßenrennen (U23)

2004
- Deutscher Meister – Einzelzeitfahren (U23)
- Europameister – Einzelzeitfahren (U23)

2005
- eine Etappe Sachsen Tour
- eine Etappe Tour de l’Avenir

2006
- Mannschaftszeitfahren Eindhoven

2008
- Mannschaftszeitfahren Vuelta a Extremadura